# Universitat Miguel Hernández
La Universitat Miguel Hernández és una universitat pública valenciana, també coneguda com a UMH, amb campus per tota la província d'Alacant i va ser establerta l'any 1996. El seu nom commemora el poeta oriolà Miguel Hernández Gilabert.
La seua seu central es troba a la ciutat d'Elx i s'estructura en quatre campus: Altea, Elx, Oriola i Sant Joan d'Alacant, on s'imparteixen distintes titulacions. A més, incorpora diversos instituts universitaris de recerca.
Actualment es troba en procés d'ampliació i remodelació de les estructures en cada campus, especialment a Elx i a Sant Joan d'Alacant.
La universitat és capdavantera en congressos estudiantils en Ciències de la salut tenint el Congrés nacional d'estudiants de Medicina (amb 5 edicions internacionals amb la seua XXVII edició), el Congrés d'estudiants de Farmàcia (4a edició nacional amb la seua 5a edició) i jornades nacionals de Fisioteràpia (3a edició) i les de Podologia (8a edició) existint també congressos d'altres disciplines com el Congrés nacional d'estudiants de Psicologia (amb la seua 6a edició) o el Congrés nacional d'estudiants i llicenciats en Ciències Ambientals (amb la seua 8a edició).
La universitat està dividida en departaments i facultats i escoles, sent ambdues divisions independents una de l'altra, així un departament pot estar adscrit a més d'una facultat. A banda d'aquesta divisió existeixen els instituts de recerca que són autònoms als departaments i facultats i depenen del vicerectorat de recerca i desenvolupament tecnològic.

## Història
El govern valencià, presidit per Eduardo Zaplana, va crear la Universitat Miguel Hernández d'Elx gràcies a una llei aprovada el 27 de desembre de 1996 (Llei de Creació de la Universitat Miguel Hernández d'Elx). Aquesta llei va segregar diversos centres i ensenyaments de la Universitat d'Alacant: la Facultat de Medicina, l'Institut de Neurociències (ambdós a Sant Joan) i la Diplomatura en Estadística (a Elx) i de la Universitat Politècnica de València a Oriola: Enginyeria Agrònoma i tres especialitats d'Enginyeria Tècnica Agrícola, que serien adscrits dins de la nova Universitat.
Tot açò va abocar a un conflicte polític entre la Universitat d'Alacant més PSPV i la nova universitat més el govern del PP per la segregació de la Facultat de Medicina i l'Institut de Neurociències a causa del prestigi que la carrera de Medicina i la recerca biomèdica proporcionava a la UA. Aquest conflicte va finalitzar el 17 de març de 2005 amb la resolució del Tribunal Constitucional avalant aquesta segregació.

## Campus, Facultats i Escoles, i Titulacions de grau
| Campus                                                | Facultat/Escola                                                   | Titulacions |
| ----------------------------------------------------- | ----------------------------------------------------------------- | --- |
| Campus d'Elx                                          | Facultat de Ciències Experimentals                                | - Grau en Ciències Ambientals - Grau en Biotecnologia |
| Campus d'Elx                                          | Facultat de Ciències Sociosanitàries                              | - Grau en Psicologia - Grau en Ciències de l'Activitat Física i de l'Esport |

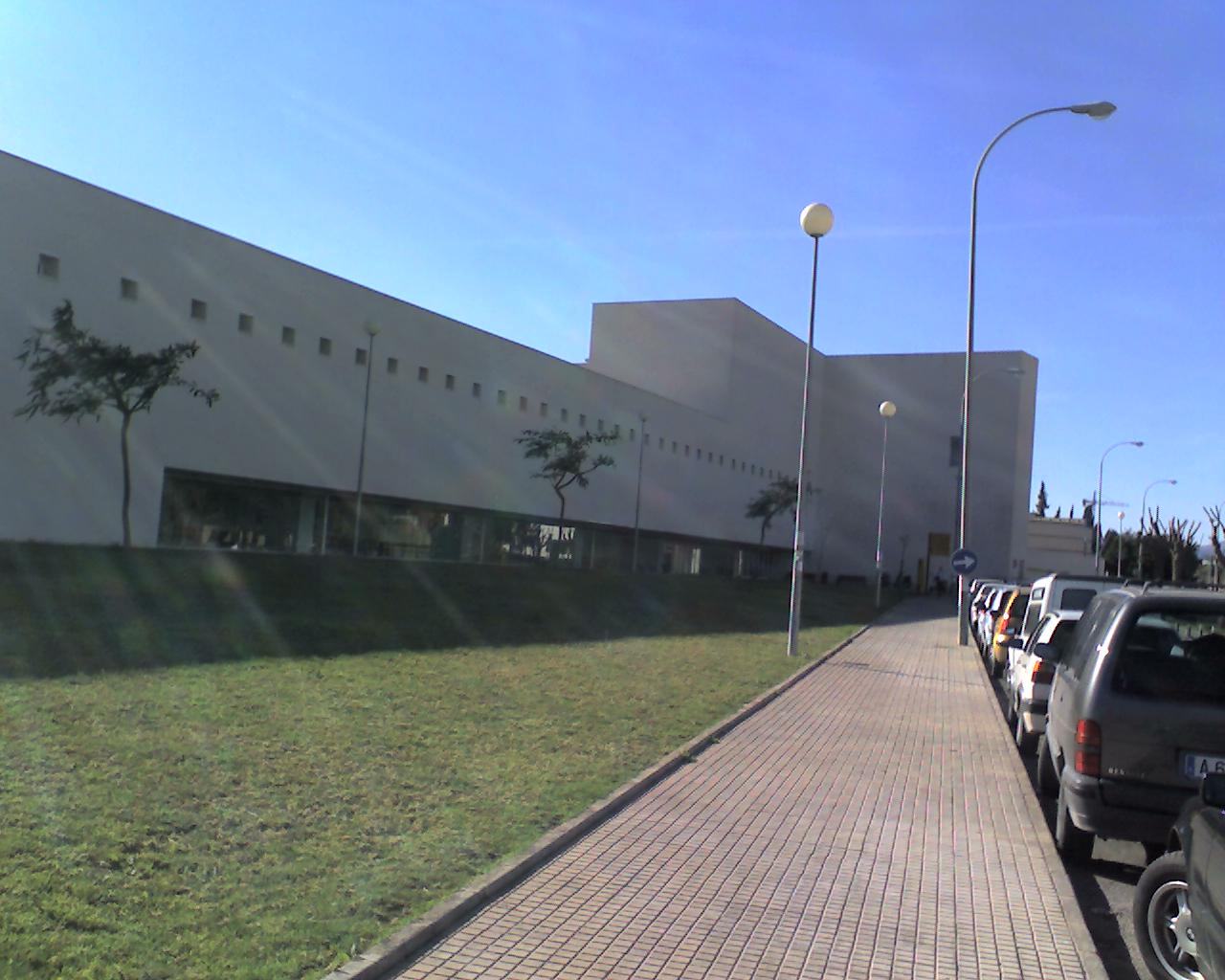
Edifici 3-Facultat de Farmàcia del Campus de Sant Joan-UMH

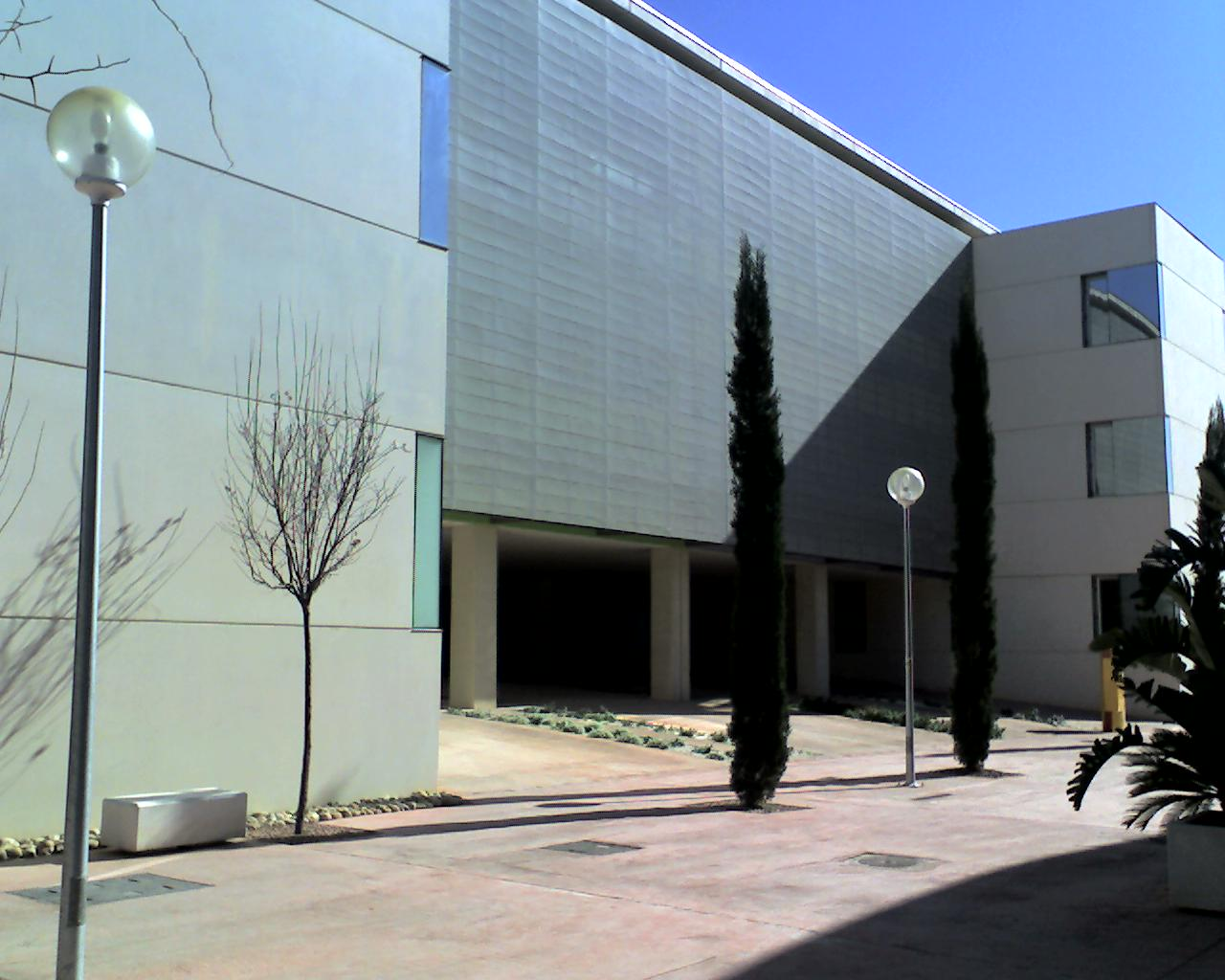
Institut de Neurociències UMH-CSIC al Campus de Sant Joan d'Alacant

| Campus d'Elx                                          | Facultat de Ciències Socials i Jurídiques d'Elx                   | - Grau en Dret - Grau en Estadística Empresarial - Grau en Periodisme - Grau en relacions laborals i recursos humans - Grau en Administració i Direcció d'Empreses - Doble grau en dret i administració i direcció d'empreses. |
| Campus d'Elx                                          | Escola Politècnica Superior d'Elx                                 | - Grau en Enginyeria en Tecnologies de la Telecomunicació - Grau en Enginyeria Electrònica i Autòmat Industrial - Grau en Enginyeria Elèctrica - Grau en Enginyeria Mecànica                                                   |
| Campus d'Altea                                        | Facultat de Belles Arts                                           | - Grau en Belles Arts |
| Campus de Ciències de la Salut de Sant Joan d'Alacant | Facultat de Farmàcia                                              | - Grau en Farmàcia |
| Campus de Ciències de la Salut de Sant Joan d'Alacant | Facultat de Medicina                                              | - Grau en Medicina - Grau en Fisioteràpia - Grau en Podologia - Grau en Teràpia Ocupacional |
| Campus d'Oriola                                       | Escola Politècnica Superior d'Oriola (Seu de Desemparats)         | - Grau en Enginyeria Agroalimentària i Agroambiental - Grau en Enginyeria Informàtica en Tecnologies de la Informació - Grau en Ciència i Tecnologia dels Aliments                                                             |
| Campus d'Oriola                                       | Facultat de Ciències Socials i Jurídiques d'Oriola (Seu d'Oriola) | - Grau en Administració i Direcció d'Empreses - Grau en Ciències Polítiques i Gestió Pública |

## Instituts de recerca i desenvolupament
La Universitat Miguel Hernández d'Elx pertany a la Xarxa d'Universitats Institut Joan Lluís Vives i té Instituts de Recerca i Desenvolupament molt importants:
- Institut de Neurociències
- Institut de Biologia Molecular i Cel·lular
- Institut de Bioenginyeria
- Centre d'Investigació Operativa
- Institut d'Investigació de Drogodependències

## Doctors i doctores Honoris Causa
- 2012: María Josefa Yzuel
- 2011: Luis Gámir

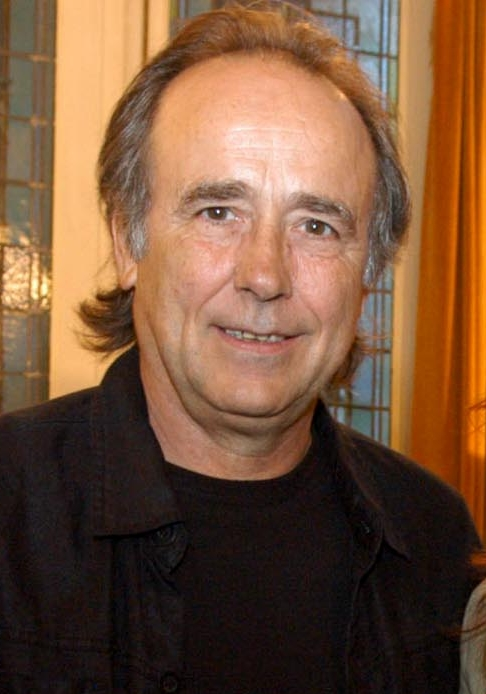
J.M. Serrat fou investit Doctor Honoris Causa el 2010 per la seua trajectòria, poc després d'editar Hijo de la luz y de la sombra, disc on versiona poemes de Miguel Hernández

- 2010: Knox Lovell, David Álvarez Díez, Joan Manuel Serrat i Rosa María Calaf
- 2009: Robert Wayne i Millán Muñoz
- 2008: George F. Smoot i Rafael Benítez
- 2007: Sean Scully
- 2006: Manuel Valdés
- 2005: Valentí Fuster, Pedro Amat Muñoz i Pedro Ruiz Torres
- 2004: Araceli Maciá Antón, José Antonio Escudero López i Joaquín M. Fuster
- 2003: Margarida de Borbó i Borbó i Josep Carreras
- 2002: Joan Rodés Teixidor, Egon Balas, Antonio García-Bellido i Luis García Berlanga
- 2001: Friedrich Wilhelm Eigler
- 2000: Stephanus H. Tijs i Federico Mayor Zaragoza
- 1999: David R. Cox, Fernando Álvarez de Miranda i José Ángel Sánchez Asiaín
- 1998: Jaime Carvajal Urquijo, Torsten N. Wiesel, David Hunter Hubel, Pedro Laín Entralgo i Miguel Hernández Gilabert (a títol pòstum)
- 1997: Alfonso Escámez i Manfred Eigen